# Lasiopogon immaculatus
Lasiopogon immaculatus là một loài ruồi trong họ Asilidae. Lasiopogon immaculatus được Strobl miêu tả năm 1893.